# José López Dominguez

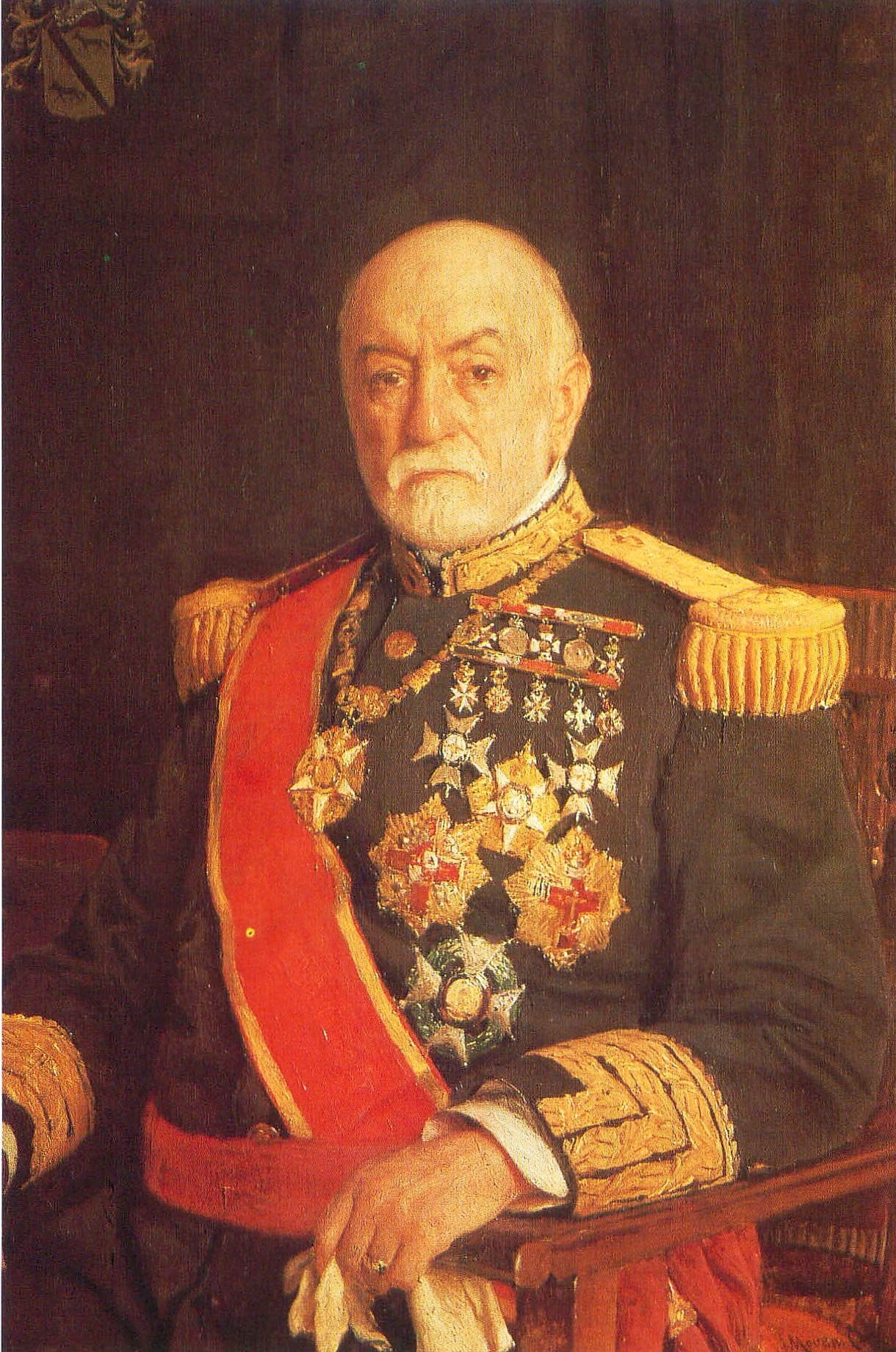
José López Dominguez

José López Domínguez, född 29 november 1829 i Marbella, död 17 oktober 1911 i Madrid, var en spansk general och politiker.
Domínguez var en framgångsrik militär med framgångar från ett flertal fälttåg. Han invaldes som oppositionsman i cortes 1865, deltog i statskuppen mot Isabella, bekämpade carlister och kantonalister och blev efter kungadömets upprättande en av den dynastiska vänsterns ledande män. Åren 1883-1884, 1892-1895 och 1906 var han krigsminister samt 1906 även ministerpresident.